# De 100-jarige man die uit het raam klom en verdween (hoorspel)
De 100-jarige man die uit het raam klom en verdween is een 134-delig hoorspel uit 2017 naar het boek Hundraåringen som klev ut genom fönstret och försvann van de Zweedse schrijver Jonas Jonasson uit 2009.

## Achtergrond
Het hoorspel is een productie van De Hoorspelfabriek van Vibeke von Saher en Marlies Cordia. Het verhaal werd bewerkt door Eva Gouda en Koen Caris. Het hoorspel werd in 2017 in het NPO Radio 1 programma De Nieuws BV vanaf 30 januari iedere werkdag om 12.50 uur uitgezonden. Op vrijdag na middernacht werden de 5 afleveringen van de afgelopen week achter elkaar uitgezonden, De afleveringen zijn als podcast te beluisteren.

## Rolbezetting
De verteller is Raymonde de Kuyper. In het hoorspel spelen meer dan 100 bekende Nederlanders, onder wie:
- Joop Keesmaat (100-jarige Allan Karlsson)
- Erik van Muiswinkel (jonge Allan Karlsson)
- Ottolien Boeschoten (Veronica Karlsson)
- Guy Clemens (Vader van Allan)
- Clairy Polak (Socialistische vroedvrouw Irene)
- Job Cohen (Burgemeester)
- Plien van Bennekom (Zuster Alice)
- Nina Deuss (Zuster Ilse)
- Peter Drost (Göran Aronsson)
- Harry Piekema (Hoofdcommissaris Leo)
- Jeroen Spitzenberger (Conny Ranelid en andere rollen)
- Maarten Spanjer (Lennart Ramnér)
- Charlotte Nijs (Inger Englund)
- Bob Fosko (Julius Jonsson)
- Peter van de Witte (Benny Ljungberg)
- Lies Visschedijk (Gunilla Björklund)
- Nico de Haan (Vogelspotter)
- Martin Gaus (Hondenbegeleider)
- Emilio Guzman (Estebán)
- Maarten Wansink (Per-Gunnar Gerdin)
- Korneel Evers (Bengt 'Bikker' Bylund )
- Martijn Fischer (Hompie Hultén)
- Loek Peters (Augustus Magnussen)
- Victoria Koblenko (Larissa Aleksandrevna Popova)
- Charles Groenhuijsen (Lyndon B. Johnson)
- Mike Reus (Harry S. Truman)
- Harry van Rijthoven (Richard Nixon)
- Stafan Rokebrand (Ronald Reagan)
- Jules Croiset (Winston Churchill, Mao Zedong en andere rollen)
- Henk Poort (Generalísimo Franco)
- Boris van der Ham (Jozef Stalin)
- Jack Wouterse (Leonid Brezjnev)

## Inhoud
Allan Karlsson wordt 100 jaar en ter gelegenheid hiervan wordt een feest voor hem georganiseerd. Karlsson ontsnapt echter vlak voor het feest via het raam en verdwijnt.